# Pseudo-Màrius
Pseudo-Màrius o el fals Màrius (en llatí: Gaius Marius), anomenat en realitat Amaci (Amatius) segons Apià, Càmates (Chamates) segons Titus Livi o Heròfil (Herophilus, en grec antic: Ἡρόφιλος) segons Valeri Màxim, va ser un home que es va fer passar per un net de Gai Màrius.
A la mort de Juli Cèsar l'any 44 aC, es va convertir en un líder popular i va erigir un altar a Cèsar en el lloc on havia estat incinerat. Tenia molts de seguidors i representava un perill pels optimats, per la qual cosa el cònsol Marc Antoni el va agafar i el va executar sense judici. Aquest acte il·legal va ser després ratificat pel senat a causa dels avantatges que l'acte havia provocat. Segons Livi era una persona d'origen humil, mentre que Valeri Màxim afirma que era metge.